# Konik
Konik (polska: Konik polski) är en hästras som härstammar från Polen. Konik betyder  "häst" (men kan också översättas som "liten häst") på polska. Koniken blir cirka 130–140 cm i mankhöjd och räknas därmed som en ponny. Den har alltid den primitiva, brungråa blackfärgen. De har använts mycket som jordbrukshästar i Polen då de är starka och tåliga trots sin ringa storlek. De brukar även vara bra barnponnyer men kan bli extremt envisa. Koniken är en direkt ättling till den primitiva och egentligen utdöda Tarpanen och det är med hjälp av konik som man har återuppfött en ny version av Tarpanen. 

## Historia
Koniken är ättling i rakt nedstigande led från den primitiva och utdöda tarpanen och har funnits i Polen sedan urminnes tider. Konikens huvudsakliga hemvist är låglandet i sydöstra Polen, öster om floden San och de föds främst upp på det statliga stuteriet Jezewice och i Popielno men idag föds de även upp i flera länder i östra Europa. Stammarna har förbättrats något över åren genom orientaliskt blod från några av Polens förstklassiga arabiska fullblod. 
Konikhästar har avlats i Polen under flera århundraden och var förr en mycket viktig tillgång för bönderna som använde hätarna inom jordbruket. Under början av 1900-talet ägdes de flesta konikhästar privat av småbrukare men när tillgången på större hästar ökade så minskade användandet av konikhästen och antalet sjönk. Rasen ökade dock i popularitet igen när man insåg dess historiska värde. Under 1930-talet började man avla fram den utdöda Tarpanen genom att välja ut vissa exemplar av konikhästar. Dessa nya tarpaner lever i halvvilt tillstånd i nationalparken i Popielno. Konikhästarna har även använts för att förbättra andra ponnyraser i Polen och Ryssland. Numera avlas konnikhästarna väldigt selektivt för att bevara rasens primitiva och unika särdrag.

## Egenskaper

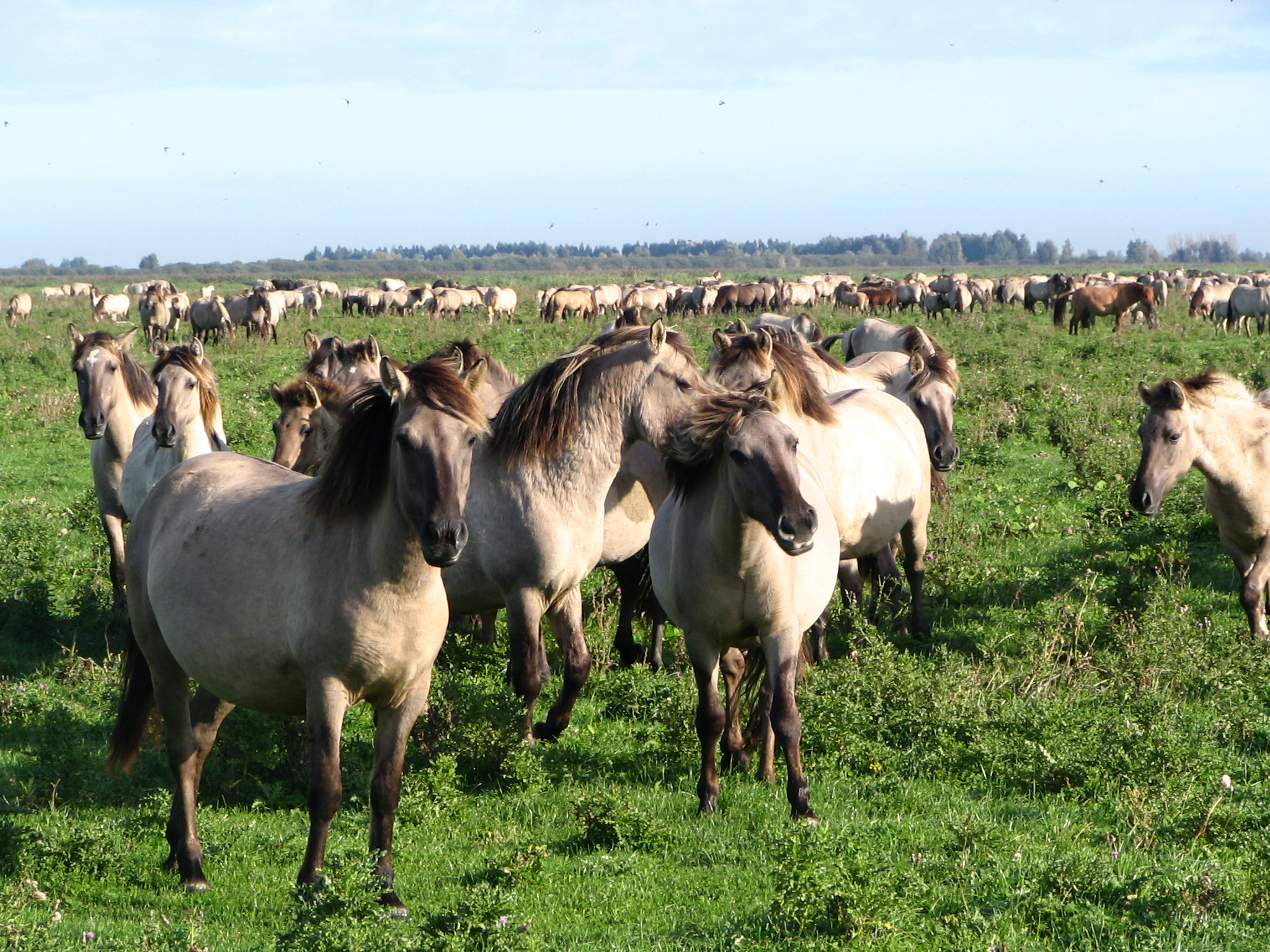
Stor flock med konikhästar i Oostvaardersplassen i Holland

Koniken har ärvt många egenskaper från sin föregångare Tarpanen. Bland annat de primitiva tecknen som var typiska för Tarpanen som t.ex. ål (en mörk rand utmed ryggraden) och zebratecken på benen. Även rasens färger är ett arv från Tarpanen då de oftast är en primitiv black färg, antingen gråfärgad musblack eller mer gulbeige gulblack. Hästarna kan även vara gråskimlar eller ibland en brun färg med en lätt blåaktig ton. 
Rasen har under åren förbättrats med arabiskt blod vilket gett rasen en bättre hållning men de har bevarat många primitiva drag. Huvudet är proportionerligt och med en utåtbuktande nosprofil. Huvudet hos konikhästen brukar liknas vid huvudet på en mycket tyngre arbetshäst, men med små öron. Ögonen ska vara livfulla. Halsen är något kort men muskulös och avslutas i en låg manke. Bogen är lite för rak på ponnyn vilket ger dåliga rörelser.
Konikhästen är robust, tålig och stark med ett bra temperament men de kan ha en tendens att vara lite envisa. Koniken används fortfarande som jordbrukshäst på många håll i Polen men används desto mer som ridponny på ridskolor. Då konikhästens aktion är väldigt dåligt utvecklad är den även populär att använda som körhäst istället för till ridning. Konikhästar har importerats över hela världen och det finns flera stycken i Sverige. 
Koniken är väldigt lättfödd, långlivad och billig i drift då den klarar av att arbeta hårt på lite foder. Men många av de konikhästar som lever halvvilt är storätare och i nationalparken Oostvaardersplassen i Nederländerna släpps de ut tillsammans med hjortar och boskap för att hålla landskapet öppet och gräset lågt.